# Krista van Velzen
Krista van Velzen (Sint Nicolaasga, 15 september 1974) is een voormalig Nederlands politica. Zij was van 2002 tot 2010 lid van de Tweede Kamer voor de Socialistische Partij.

## Levensloop
Van Velzen werd geboren in een doopsgezinde familie en is nog steeds doopsgezind. Tijdens haar middelbareschoolperiode werkte zij als vrijwilliger bij het IVN (Instituut voor Natuurbeschermingseducatie). Na het vwo op het Newmancollege in Breda en de propedeuse van de hbo-opleiding voor Bos- en Natuurbeheer besloot Van Velzen als vrijwilliger te gaan werken bij Stichting Kollektief Rampenplan, een biologisch-vegetarische catering die door heel Europa acties en manifestaties ondersteunt door te koken voor activisten.

## Ontwapening
In 1995 organiseerde zij een voettocht van Brussel naar Moskou voor een kernwapenvrije wereld. De jaren daarna was Van Velzen actief in de campagne 10 jaar na Tsjernobyl en bij de Tsjechische milieudefensie tegen de aanleg van de Temelín-kerncentrale. Ook werkte zij in het Belgische Gent bij de actiegroep Voor Moeder Aarde (later opgegaan in Friends of the Earth Vlaanderen) in diverse campagnes rond kernwapens, kernenergie en geweldloosheid.
Van Velzen is betrokken bij directe ontwapeningsacties bij marinebasis Faslane in Schotland, waar zij eerder een nucleaire onderzeeër met een hamer te lijf ging om deze te 'demonteren', een actie waarbij ze gearresteerd werd. In januari 2007 werd ze opnieuw gearresteerd, samen met onder meer zes Britse parlementariërs, tijdens een (jaarlijkse) blokkadeactie bij de basis.
Tijdens de Kosovo-oorlog organiseerde zij een voettocht van het Internationaal Gerechtshof in Den Haag naar het NAVO-hoofdkwartier in Brussel. Ook in 1999 richtte zij in Gent het Ecologisch Centrum op. In de zomer van datzelfde jaar begon Krista van Velzen haar werk bij de SP-Tweede Kamerfractie waar zij zich als fractiemedewerker bezighield met defensie, landbouw en voedselveiligheid. Vanuit die functie had zij ook plaats in de werkgroep gentechnologie en schreef mee aan de SP-brochure Wat moeten we met de genetische technologie.
In het begin van de zomer 2008 speelt zij een rol in de klokkenluiderzaak Fred Spijkers.

## Kamerlidmaatschap en werk nadien
Bij de verkiezingen van mei 2002 werd ze gekozen als Tweede Kamerlid voor de SP. Ze hield haar maidenspeech over 17-jarigen in dienst bij de krijgsmacht op 25 juni 2002 Bij de Tweede Kamerverkiezingen 2006 werd ze als vijfde op de lijst van de SP met ruim 14 duizend voorkeurstemmen herkozen als Kamerlid. Van Velzen zit in het Comité van Aanbeveling van het Nederlands Sociaal Forum. Na haar vertrek als Kamerlid ging zij werken als vrijwilliger in een hospice (palliatieve zorg). Sinds 2012 werkt ze als campagnemedewerker nucleaire ontwapening bij IKV Pax Christi (thans PAX). Zij is actief binnen de ICAN, de International Campaign to Abolish Nuclear Weapons.

## Persoonlijk leven
Van Velzen is vegetariër. Haar vader was gemeenteraadslid voor de PvdA. Van Velzen noemt zichzelf "biseksueel, 100%".